# Копасор
Копасо́р (каз. Қопасор) — село у складі Шалкарського району Актюбінської області Казахстану. Входить до складу Жанакониського сільського округу.
Населення — 109 осіб (2021; 172 у 2009, 218 у 1999).